# Wohn- und Geschäftshaus Meißner Straße 268 (Radebeul)
Das Wohn- und Geschäftshaus Meißner Straße 268 liegt im Stadtteil Kötzschenbroda der sächsischen Stadt Radebeul, auf dem östlichen Eckgrundstück zur Moritzburger Straße. Das Eckhaus ist eines der vier denkmalgeschützten Häuser an der Kreuzung der Meißner Straße mit der Moritzburger Straße nach Norden und der Bahnhofstraße nach Süden. Diese Kreuzung war zu DDR-Zeiten als Straßenzug denkmalgeschützt.

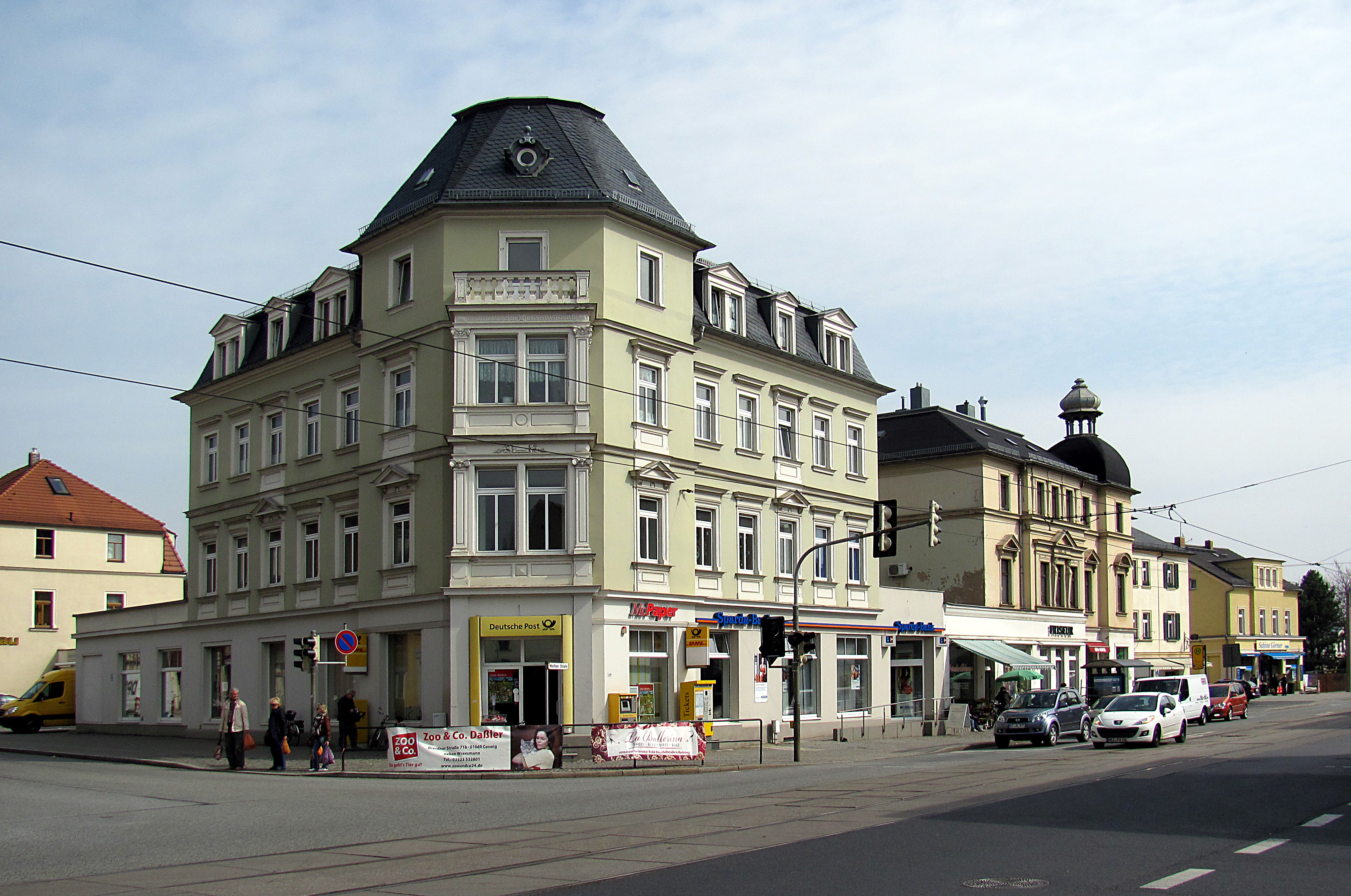
Wohn- und Geschäftshaus Meißner Straße 268, rechts daneben das Faberhaus

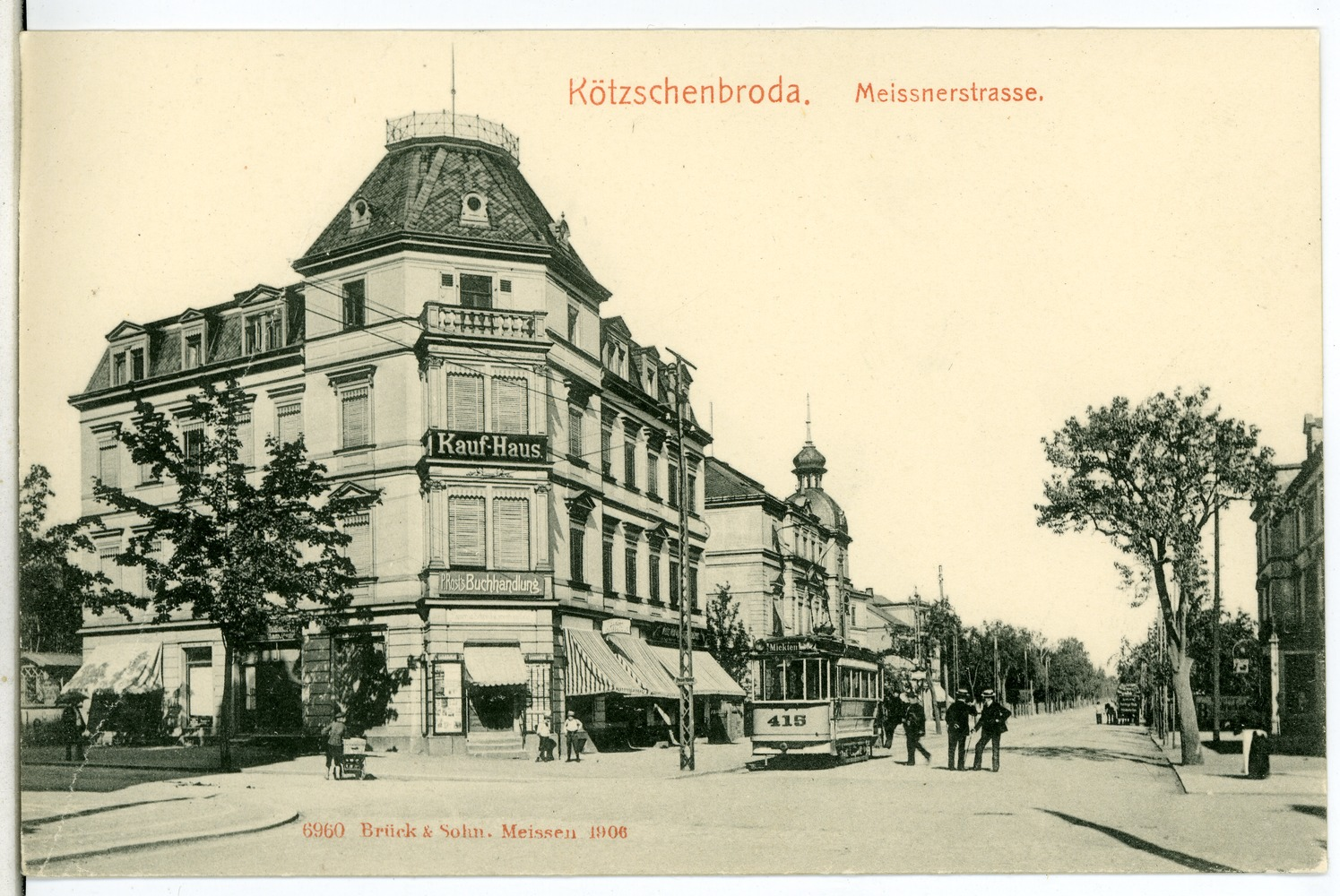
Blick in die Meißner Straße (1906): Vor dem Eckhaus steht an der Endhaltestelle nahe dem Bahnhof Kötzschenbroda eine Lößnitzbahn.

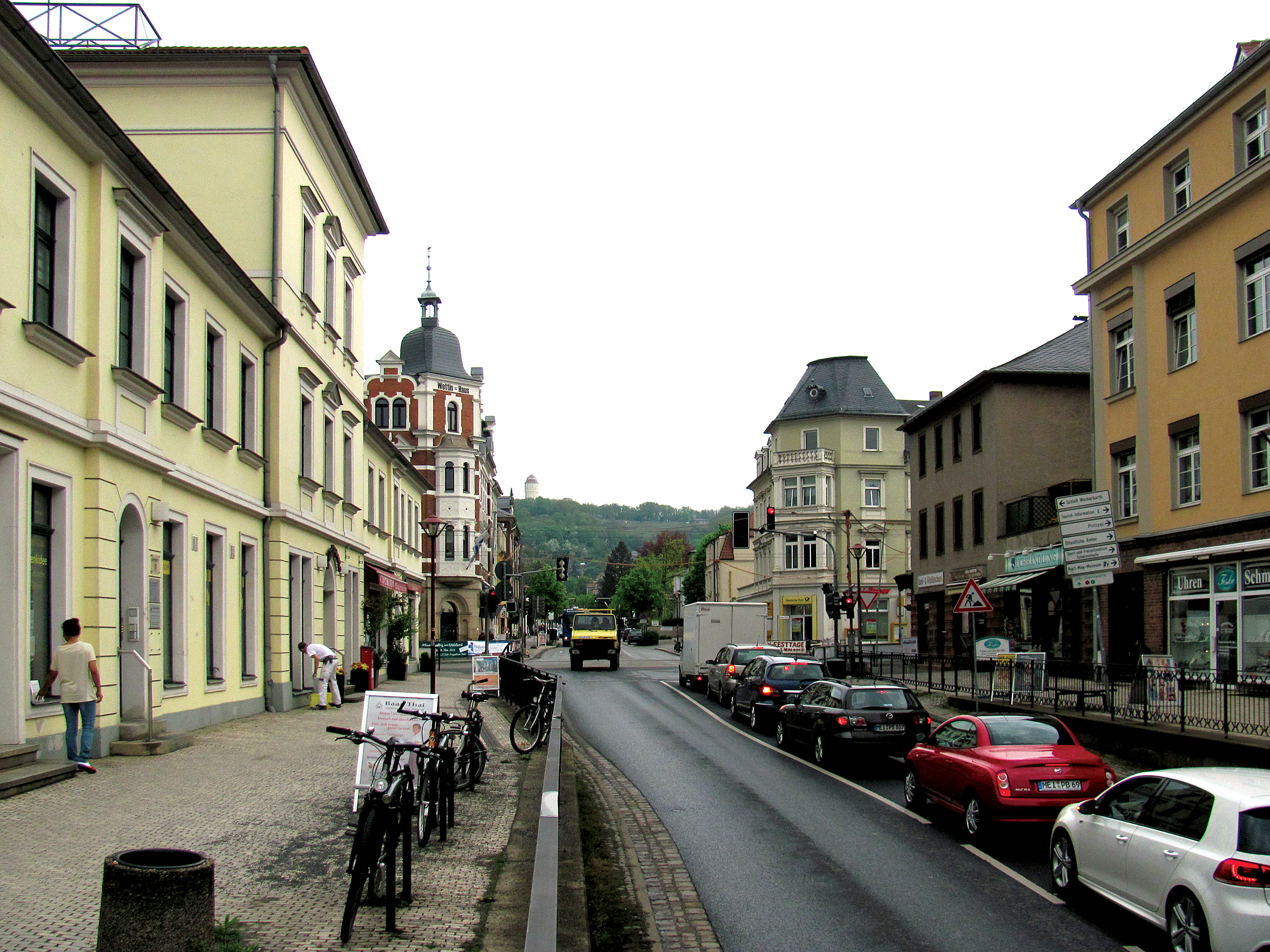
Die Straßenkreuzung von der Bahnhofstraße aus

## Beschreibung
Das dreigeschossige, unter Denkmalschutz stehende Wohn- und Geschäftshaus ist ein freistehendes Eckgebäude, dessen Mansarddach ausgebaut ist.
Die verbrochene Ecke zur Straßenkreuzung wird durch einen viergeschossigen Eckrisalit betont, der obenauf ein schiefergedecktes Pyramidenstumpfdach aufweist und vor seiner Eckfassade einen dreigeschossigen Altan mit Pilastergliederungen und einer Doppelfensterreihe stehen hat. Der Austritt obenauf wird durch eine Balustrade abgeschlossen. Im Erdgeschoss führt auf der Gebäudeecke oberhalb einer kurzen Freitreppe eine Tür in die dortigen Geschäftsräume. Das Erdgeschoss als Ladenetage weist zu den Straßenfronten große Schaufenster auf.
Die beiden Seitenflügel sind fünfachsig, im verschieferten Dach weisen sie jeweils drei Dachgauben auf. An die Seitenflügel schließen sich eingeschossige, schlichte Geschäfts-Flachbauten an.
Der Putzbau wird durch Gesimse gegliedert, die Fenster weisen Sandsteinfassungen auf. Oberhalb finden sich Verdachungen, und unter den Sohlbänken wurden teilweise andersfarbige Putzfelder aufgebracht.

## Geschichte
Baumeister Moritz Große beantragte im Oktober 1879, „auf seiner Baustelle“ (also wohl auf eigenem Grundstück) ein Wohnhaus zu errichten. Nach der Genehmigung noch im selben Monat erfolgten Baurevisionen im Februar und im Juli 1881.
Ab dem 12. Oktober 1899 lag das Wohn- und Geschäftshaus an der Endhaltestelle der von Mickten bis Kötzschenbroda verlängerten Überlandstraßenbahn Lößnitzbahn. Spätestens seit 1904 befand sich im Gebäude das „KAUF-HAUS C & E MITTELHAEUSSER“.
Moritz’ Sohn Alfred Große, seit 1896 mit seinem Bruder Hugo Inhaber des väterlichen Baugeschäfts, setzte 1905 die Ladenanbauten an das Gebäude. Derjenige an der Meißner Straße stellt die Verbindung zu dem unmittelbar rechts stehenden Faberhaus her, welches selbst „gestaltet [ist] wie ein Eckhaus“, spiegelbildlich zu seinem linken Nachbarn.
Im Jahr 1965 erfolgte eine „Glättung der Fassade“. Bei der denkmalpflegerischen Wiederherstellung nach der Wende wurden wieder Geschossgesimse aufgebracht.